# 슈베칭겐

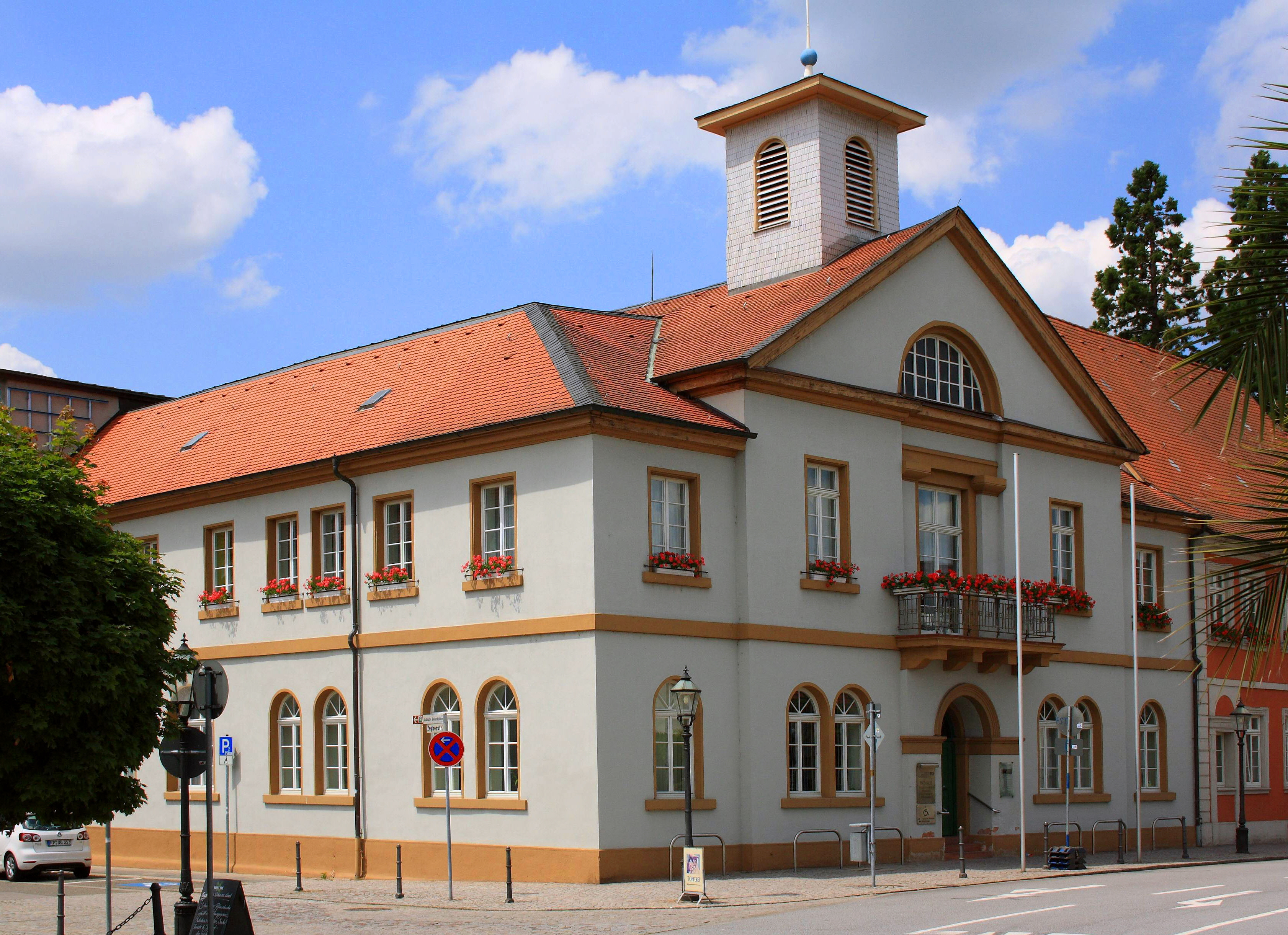
슈베칭겐 시청

슈베칭겐(독일어: Schwetzingen)은 독일 바덴뷔르템베르크주 북서부에 위치한 도시로 면적은 21.62km2, 인구는 22,335명(2015년 12월 31일 기준), 인구 밀도는 1,000명/km2이다. 라인강 유역의 평원 지대에 위치하며 하이델베르크에서 남서쪽으로 약 10km, 만하임에서 남동쪽으로 약 15km 정도 떨어진 곳에 위치한다.

시 문장